# Шаббан Шагаб-уд-Дін
Шаббан Шагаб-уд-Дін (8 листопада 1909 — 6 січня 1983) — індійський хокеїст на траві.
Олімпійський чемпіон 1936 року.